# Servisch-Bulgaarse Oorlog
De Servisch-Bulgaarse Oorlog (Bulgaars: Сръбско-българска война, Srabsko-balgarska vojna, Servisch: Српско-бугарски рат, Srpsko-bugarski rat) was een kort maar intens conflict tussen het Koninkrijk Servië en het Vorstendom Bulgarije. In reactie op de unificatie van Bulgarije met Oost-Roemelië, viel Servië Bulgarije aan, uit vrees dat een verenigd Bulgarije zijn positie op de Balkan zou verzwakken. Ondanks dat Servië het initiatief nam om de oorlog te beginnen, leed het een verwoestende nederlaag. De oorlog wordt vaak de “Oorlog van de Kapiteins” genoemd, vanwege het gebrek aan ervaren officieren in het Bulgaarse leger, na de terugtrekking van Russische militaire adviseurs

## Oorzaak en aanleiding
De belangrijkste oorzaak van de Servisch-Bulgaarse Oorlog was de botsing tussen de ambities van Servië om zich te vestigen als een nieuwe regionale grootmacht op de Balkan, en Bulgarije’s wens om etnisch Bulgaarse gebieden te herenigen in de Bulgaarse staat. Dit zou de gevolgen van het Verdrag van Berlijn (1878) ongedaan maken, wat de Bulgaren als onrechtvaardig beschouwden, en de grenzen van Bulgarije herstellen volgens het San Stefano Verdrag (1878). Bulgarije zette de eerste stap naar dit doel op 6 september 1885 door de unificatie met Oost-Roemelië, een deel van de Bulgaarse gebieden die nog onder Ottomaanse controle stonden, uit te roepen. De reactie van Servië op de Bulgaarse unificatie was gemotiveerd door de wens om zijn invloed in de regio te behouden en uit te breiden. Deze reactie werd verder aangewakkerd door beloften van Oostenrijk-Hongarije, die Servië zowel diplomatiek als financieel ondersteunden, en territoriale concessies in de Balkan beloofden.
Het conflict begon op een strategisch zwak moment voor Bulgarije, dat zich voorbereidde op een mogelijke aanval door het Ottomaanse Rijk. Daarom had Bulgarije het merendeel van zijn leger gepositioneerd langs de zuidoostelijke grens om zich tegen de Ottomanen te verdedigen, waardoor de grens met Servië vrijwel onbeschermd was. Het hergroeperen van Bulgaarse troepen over het hele land zou vijf tot zes dagen duren, wat Servië een belangrijk tijdsvenster bood om het initiatief te nemen.
Bulgarije had niet verwacht dat Servië, als een gemeenschappelijke vijand van het Ottomaanse Rijk, zich zo zou gedragen en was daardoor niet voorbereid. Bovendien was het Bulgaarse leger, dat op dat moment pas zes jaar bestond, tot dat moment geleid door Russische officieren. Na de unificatie trok Rusland zijn militaire adviseurs terug uit het Bulgaarse leger als protest, waardoor het Bulgaarse leger zonder adequate leiding kwam te staan, onder leiding van jonge Bulgaarse kapiteins en majoors met weinig ervaring. Dit is waarom de oorlog vaak de “Oorlog van de Kapiteins” wordt genoemd.
Bulgarije had in totaal ongeveer 56.000 reguliere soldaten, waarvan slechts 17.437 zich tegen de eerste Servische aanval moesten verzetten. Het Bulgaarse leger zou later 100.000 troepen bereiken, inclusief vrijwilligers. Een groot probleem was het gebrek aan medische zorg, met slechts 150 artsen en 8 veterinaire artsen om voor het gehele leger te zorgen. Daarentegen had Servië in oktober 1885 een leger van 60.000 man klaarstaan voor de eerste aanval. Dit aantal zou later stijgen naar 120.000, waarvan 103.000 reguliere soldaten.
De Servische strategie was gebaseerd op het element van verrassing. Met de steun van Oostenrijk-Hongarije, dat Servië zowel diplomatiek als financieel steunde, en het onbeschermde westelijke Bulgaarse grensgebied, konden de Serviërs snel en effectief optreden. De Serviërs profiteerden van hun numerieke en tactische voordelen, evenals van een zeer ervaren militaire leiding (na twee oorlogen tegen het Ottomaanse Rijk), superieure kleine wapens en betere communicatie en infrastructuur. De oorlog was echter onpopulair bij de Servische bevolking, en de troepen waren niet gemotiveerd om tegen een andere vijand van de Ottomanen te vechten. De Bulgaren profiteerden ondertussen van een hoog moreel en superieure artillerie.

## Verloop
In de periode onmiddellijk voorafgaand aan de oorlog deden Servische troepen verschillende invallen in Bulgarije, bekend als het Bregovo-incident. Bulgarije riep de grote mogendheden op om in te grijpen en het probleem op te lossen, maar deze oproepen werden genegeerd. Bulgaarse verzoeken aan Servië om deze invallen te stoppen werden eveneens afgewezen, waarna de Bulgaarse grenswachten de Serviërs met geweld verdreven. Dit gaf Servië de aanleiding die het nodig had om de oorlog te verklaren op 2 november (oude stijl). 
Prins Alexander I arriveerde op de avond van 16 november en trof een goed voorbereide verdedigingspositie aan, bemand door 9 bataljons, plus zo'n 2000 vrijwilligers en 32 kanonnen, onder leiding van majoor Guchev. De positie bestond uit bijna 4 km loopgraven en artillerieverschansingen aan beide zijden van de hoofdweg op een heuvelrug voor de stad Slivnitsa. Aan de rechterkant was er steil bergachtig terrein, terwijl de linkerflank de gemakkelijkere Viskerheuvels richting Breznik had.
De drie Servische divisies in het centrum arriveerden ook op 16 november en stopten om zich te herstellen na de hevige Bulgaarse vertraagactie in de Dragomanpas. De Morava-divisie bevond zich op een aanzienlijke afstand van het doel, Breznik, dat ten zuiden lag. De noordelijke opmars kwam vast te zitten langs de Donau.

### Tegenoffensief van het Bulgaarse leger (22-27 november 1885)
De ochtend van 17 november begon met regen en mist, maar niet de verwachte Servische aanval. Om 10 uur in de ochtend gaf Alexander het bevel om drie bataljons op de rechterflank op te laten rukken. Zij verrasten de Donau-divisie, die zich uiteindelijk hergroepeerde en hen terugdrong. De hoofdaanval van de Serviërs begon in het centrum, maar was grotendeels niet ondersteund door artillerie, die niet genoeg bereik had. Het gewicht van het Bulgaarse vuur dwong de Serviërs terug, met ongeveer 1.200 slachtoffers. Een verlichtingskolonne onder leiding van kapitein Benderev heroverde de hoogte aan de rechterflank en dwong de Donau-divisie terug naar de weg.
Bij dageraad op 18 november vielen de Serviërs de zwakkere linkerflank van de Bulgaarse linie aan. Op het nippertje arriveerden twee bataljons van het Preslav-regiment om de positie te versterken. Verdere aanvallen in het centrum werden afgeslagen met zware Servische verliezen, en Benderev veroverde nog twee posities in de bergen.
Op 19 november concentreerden de Serviërs twee divisies voor een aanval op de Bulgaarse linkerflank bij Karnul (het huidige Delyan, provincie Sofia) in een poging om zich aan te sluiten bij de Morava-divisie. Drie bataljons Bulgaarse troepen onder leiding van kapitein Popov uit Sofia hadden echter de Morava-divisie in de Viskerheuvels tegengehouden, waardoor de flankerende manoeuvre mislukte. Alexander gaf nu het bevel voor een tegenaanval, die de Serviërs terugdreef aan beide flanken, hoewel de nacht val voorkwam dat ze volledig werden verslagen.

### 19–28 november
Straatgevechten in Pirot.
Slivnitsa was de beslissende slag van de oorlog. De Serviërs vochten alleen beperkte achterhoedegevechten terwijl ze zich terugtrokken en tegen 24 november waren ze terug in Servië. De Timok-divisie in het noorden ging door met de belegering van Vidin tot 29 november.
Het hoofdleger van Bulgarije stak de grens over in twee sterke divisies (Guchev en Nikolaev), ondersteund door flankerende kolonnen, en convergeerde op Pirot. Het Servische leger had zich ingegraven op de hoogtes ten westen van de stad. Op 27 november flankeerde het Bulgaarse leger de rechterflank van de Servische positie, waarbij prins Alexander persoonlijk de laatste aanval leidde. De Serviërs verlieten Pirot, trokken zich terug richting Niš en riepen een algemene mobilisatie van hun militaire reservisten uit, maar zij bereikten het front niet vóór de wapenstilstand.
De verpletterende Bulgaarse overwinning dwong de Servische bondgenoot Oostenrijk-Hongarije tot actie. Op 28 november bezocht de Oostenrijkse ambassadeur in Belgrado, graaf Rudolf van Khevenhüller-Metsch, het hoofdkwartier van het Bulgaarse leger en eiste het staken van de militaire acties, dreigend dat de Bulgaarse troepen anders tegenover Oostenrijks-Hongaarse en mogelijk Russische troepen zouden komen te staan. De wapenstilstand werd op 28 november ondertekend, maar de Serviërs probeerden nog steeds Vidin in te nemen, met de bedoeling dit later te gebruiken bij onderhandelingen, ondanks het feit dat de militaire activiteiten op verzoek van hun bondgenoot waren gestopt. Ze werden opnieuw teruggedreven en verslagen. Op 3 maart 1886 werd het vredesverdrag in Boekarest ondertekend. Dankzij de Grote Mogendheden werd Servië territoriaal gered, zonder dat er veranderingen werden aangebracht aan de pre-oorlogse grenzen.
De oorlog was een belangrijke stap in de versterking van de internationale positie van Bulgarije en dwong de wereld om de eenwording te erkennen. De vernederende nederlaag liet een blijvend litteken achter op het Servische leger, dat voorheen door het Servische volk als onverslaanbaar werd beschouwd.

## Gevolgen
Servië kwam er met een herstel van de status quo zeer genadig van af. Zowel Servië als Bulgarije begonnen hun legers te organiseren en te moderniseren. Griekenland nam ook deel aan deze wapenwedloop. Tegelijkertijd begonnen deze drie landen te infiltreren in Macedonië, wat tot 1945 een twistappel zou blijven tussen de drie landen.